# Montorio (centurione)
Montorio o Montonio (fl. VIII secolo a.C.) era, secondo la leggenda, un emissario che insieme a Camelio sarebbe stato mandato da Romolo a Siena per catturare Senio e Ascanio, figli di Remo scappati da Roma per sfuggire dallo zio.
La nascita del mito risalirebbe alla fine del XV secolo, quando i senesi, alla ricerca di celebrare e nobilitare le origini della città, svilupparono una serie di racconti originali, che riprendevano antiche credenze sul fatto che le origini di Siena risalissero addirittura a Romolo e Remo.
Intorno al 1488 il vescovo Agostino Patrizi Piccolomini, sotto lo pseudonimo di Tisbo Colonnese, scrisse i racconti più famosi, attribuendo ad uno dei personaggi della storia il nome di una zona della città, chiamata appunto Montorio (o Montone), sostenendo che il posto fu così chiamato in suo onore. Montorio (detto anche Montonio), in particolare, avrebbe fondato il Castelmontorio sul colle dei Servi e dal suo nome deriverebbe la contrada del "Montone".